# Onychodactylus fischeri
Onychodactylus fischeri är en groddjursart som först beskrevs av George Albert Boulenger 1886.  Onychodactylus fischeri ingår i släktet Onychodactylus och familjen Hynobiidae. IUCN kategoriserar arten globalt som livskraftig. Inga underarter finns listade i Catalogue of Life.